# Body Paint (canção)
"Body Paint" é um single do sétimo álbum de estúdio da banda britânica de rock alternativo Arctic Monkeys, The Car. Foi confirmado como o segundo single deste álbum pela banda e pela página oficial da rádio BBC Radio 1 em 28 de setembro de 2022. O single estreou dia 29 de setembro no programa Hottest Record da BBC Radio 1 junto com um video clipe dirigido por Brook Linder.